# Topcii, Razgrad
Topcii (în bulgară Топчии) este un sat în comuna Razgrad, regiunea Razgrad,  Bulgaria. 

## Demografie
Componența etnică a satului Topcii
     Nicio identificare (19,77%)
     Bulgari (80,22%)
     Altele (0%)
La recensământul din 2011, populația satului Topcii era de 450 locuitori. Din punct de vedere etnic, majoritatea locuitorilor (80,22%) erau bulgari. Pentru 19,77% din locuitori nu este cunoscută apartenența etnică.